# Schlacht um Leyte
Luzon

Mindoro – Lingayen  – Bataan – Manila – Corregidor
Visayas

Leyte – TE/WA – Panay – Simara – Negros – Cebu City
Mindanao

Bukidnon – Maguindanao/Cotabato – Davao
Operationen zur See

Convoy Hi-71 – Shin'yō Maru Vorfall – Formosa  – Golf von Leyte – Bucht von Ormoc – Convoy Hi-81 – Südchinesisches Meer – Taipeh  – Schlacht am 24. Juli 1945
Die Schlacht um Leyte fand im Zweiten Weltkrieg innerhalb des Pazifikkrieges statt. Sie war eine Operation der Streitkräfte der Vereinigten Staaten unter dem Decknamen King II, einer Unteroperation der Operation Musketeer. Sie wurden von philippinischen Guerillatruppen unterstützt. Ihr Ziel war, die zentralphilippinische Insel Leyte zu erobern. Die Schlacht war somit der Beginn zur Rückeroberung der Philippinen. Die Kampfhandlungen dauerten vom 17. Oktober bis zum 31. Dezember 1944. Die alliierten Truppenverbände standen während der Kämpfe unter dem Kommando von General Douglas MacArthur, während die Kaiserlich Japanische Armee von General Yamashita Tomoyuki geführt wurde.

## Hintergrund
Für die Japaner war es entscheidend, die Philippinen, die sie 1942 erobert hatten, unter ihrer direkten Kontrolle zu behalten. Der Inselstaat war einerseits eine wichtige Quelle für Versorgungsgüter, speziell für Gummi und Leinen – kriegswichtige Materialien für die japanische Wirtschaftsindustrie. Andererseits stellte der Archipel eine Schlüsselstelle auf den Seerouten von Borneo und Sumatra dar, auf denen das unentbehrliche Erdöl sowie weitere wichtige Rohstoffe nach Japan transportiert wurden. Für die Amerikaner bedeutete die Einnahme der Philippinen hingegen einen entscheidenden strategischen Meilenstein zur Isolierung der japanischen Truppen in China, Burma und Indochina: durch die Eroberung des Archipels konnten diese Truppen von den kaiserlichen Streitkräften in den verbliebenen Schauplätzen im Pazifik abgetrennt werden, wobei die Versorgungswege der im Pazifik stationierten japanischen Truppen abgeschnitten wurden. Für General MacArthur selbst war die Rückeroberung der Philippinen auch eine persönliche Angelegenheit, da er zwei Jahre zuvor durch das japanische Engagement gezwungen gewesen war, die Philippinen zu verlassen, während die amerikanischen Verteidiger des Archipels in der Schlacht um die Philippinen aufgerieben wurden. Damals hatte MacArthur geschworen, zu den Philippinen zurückzukehren („I shall return“), und nun drängte er darauf, dass für die USA eine moralische Verpflichtung bestehe, die Befreiung der philippinischen Bevölkerung so schnell wie möglich durchzuführen.

## Amerikanische Angriffsplanung
Die Joint Chiefs of Staff hatten bereits im Juli 1943 einen Operationsplan für einen Angriff auf die Philippinen ausgearbeitet. Dieser sah vor, zunächst die japanischen Verbände im Süden des Archipels auf den Inseln Leyte und Samar anzugreifen sowie die japanische Flotte durch eine Serie von Luftangriffen gegen die wichtigsten japanischen Flottenstützpunkte zu vernichten. Unter den vorgesehenen Zielen befanden sich Cam Ranh Bay, der japanische Hafen Kure, Singapur, Brunei und die Manilabucht, da in diesen ausgebauten Hafenanlagen fast alle japanischen Schiffe lagen.
In MacArthurs bereits 1942 entwickeltem Plan war die Einnahme Leytes erst nach einer Vernichtung aller japanischer Marinestreitkräfte vorgesehen, da er befürchtete, die japanischen Einheiten in den Gewässern um Leyte könnten sonst einen neuen Tokyo Express organisieren und somit eine permanente Verstärkungs- und Nachschubroute zu der Insel einrichten. Am 26. Juli 1944 präsentierte MacArthur auf dem in Waikīkī vor Anker liegenden Kreuzer USS Baltimore seinen entworfenen Plan Präsident Franklin D. Roosevelt und einigen höheren amerikanischen Offizieren, unter ihnen auch Admiral Chester W. Nimitz. Allerdings ließ der Plan zum einen offen, was nach der Eroberung der südlichen Inseln der Philippinen geschehen sollte, und zum anderen, ob man erst die japanischen Truppen auf der wichtigsten Insel Luzon oder das japanisch kontrollierte Formosa angreifen sollte. MacArthur drängte auf die Wiedereroberung von Luzon, während Admiral Nimitz nach der Einnahme von Leyte direkt gegen Formosa vorstoßen wollte.
Die Diskussion zwischen MacArthur und Nimitz wurde wenig später durch Roosevelt unterbrochen, der versuchte, die unterschiedlichen Meinungen der Offiziere zu vereinigen, indem er eine Blockade der wichtigsten Häfen Luzons und einen direkten Vorstoß gegen Formosa vorschlug: Damit würde Luzon durch die Island-Hopping-Taktik „übersprungen“, wie es mit einigen stark befestigten feindlichen Insel im Pazifik gehandhabt wurde. Nimitz lehnte zwar den Vorschlag des Präsidenten ab, erklärte sich jedoch bereit, eine Invasion Luzons zu unterstützen und auf einen Angriff gegen Formosa zu verzichten.
Der Plan General MacArthurs konnte daher fast augenblicklich nach dieser strategischen Konferenz zur Durchführung freigegeben werden.

### Operationsplan
Leyte besitzt zahllose Tiefwasserzugänge und sandige Strände, die amphibische Landungen ermöglichten und einen schnellen Nachschub zuließen. Das Landesinnere wiederum war von verschiedenen Straßen und Transportwegen durchzogen, wie den Highway Nr. 1, der 65 km entlang der östlichen Küstenlinie zwischen der Ortschaft Abuyog bis zur San-Juanico-Straße verlief, einem Wasserweg, der Leyte von der Insel Samar trennt. Das ausgedehnte Flachland, das sich um diese Hauptverkehrsverbindung erstreckt, bot ausreichende Freiräume für Operationen von Panzern und Infanterie und war eine gute Basis für die Errichtung von Flugfeldern. Im Inneren der Insel verlaufen zahlreiche Flüsse, wie der Amparo. Die Flugfelder auf der Insel würden für die amerikanische Luftwaffe sehr wichtig werden, da Leyte-gestützte Flugzeuge jede gegnerische Basis und jedes japanisch kontrollierte Flugfeld auf dem Archipel erreichen könnten.
Ein stark bewaldeter Bergzug, der sich von Norden nach Süden über die gesamte Insel zieht, dominiert das Inland und teilt zwei beträchtliche Küstenebenen voneinander. Das größere Leyte Valley erstreckt sich von der nördlichen Küste bis zu dem langgezogenen östlichen Ufer und beinhaltet die meisten Ortschaften und Straßen der Insel. In dieser Gegend waren auch die meisten gegnerischen Verbände stationiert. Das andere, das Ormoc Valley, befand sich an der Westseite und war durch eine zirkuläre und kurvenreiche Straße, dem Highway 2, mit dem Leyte Valley verbunden. Die Straße wand sich von Palo an der Ostküste nach Westen und führte dann nach Nordwesten durch das Leyte Valley, verlief schließlich zum Nordufer, drehte dort nach Süden und drang weiter durch einen Bergrücken, um letztlich den nördlichen Teil des Ormoc Valleys zu erreichen. Von dort führte die Straße südwärts zum Hafen von Ormoc und dann entlang der westlichen Küste nach Baybay. Danach drehte sie sich nach Osten, kreuzte die bergige Taille der Insel und verband sich schließlich an der Ostküste bei Abuyog mit dem Highway 1. Unterhalb dieser beiden Orte erstreckte sich das gebirgige, vorwiegend unentwickelte südliche Drittel von Leyte. Hier boten die hohen Berggipfel mit über 1340 m wie auch eine Reihe zerklüfteter Felszungen, Klamme und Höhlen, die typisch für Inseln aus vulkanischem Gestein sind, hervorragende Verteidigungsmöglichkeiten. Zudem lag der Zeitpunkt des Angriffs im Spätjahr und würde sowohl die Kampftruppen wie auch die Piloten der unterstützenden Luftstreitkräfte sowie die logistischen Einheiten dazu zwingen, sich mit heftigen Monsun-Niederschlägen auseinanderzusetzen.
Die Invasion von Leyte war die umfangreichste amphibische Operation, die von amerikanischen und alliierten Kräften im bisherigen Pazifikkrieg durchgeführt worden war. General MacArthur bestimmte man zum Oberkommandierenden der See-, Luft- und Landstreitkräfte für die südwestlichen wie auch für die zentralpazifischen Kriegsschauplätze. Die alliierte Marine- und Luftunterstützung bestand hauptsächlich aus der siebten US-Flotte unter Vizeadmiral Thomas C. Kinkaid. Mit 701 Schiffen einschließlich 157 Kriegsschiffen sollte Kinkaids Flotte die Landungstruppen befördern und letztendlich an den Stränden absetzen. Die Royal Australian Navy steuerte als zweitgrößter Flottenanteil fünf Kriegsschiffe, drei Landungs- und fünf Versorgungsboote zur siebten Flotte bei.
Die Mission der sechsten Armee zur Einnahme und Sicherung von Leyte war in drei Phasen unterteilt: Die erste sollte am 17. Oktober beginnen, drei Tage vor und etwa 80 km östlich der zur Landung vorgesehenen Strandabschnitte. Sie sah die Einnahme dreier Inseln vor, die die östliche Ausdehnung des Golfes von Leyte beherrschten. Am A-Day (Angriffstag), dem 20. Oktober, plante man die Landung des X. und XXIV. Korps an unterschiedlichen Strandabschnitten an der Ostküste von Leyte. Dem X. Korps teilte man die rechte (nördliche) Seite zu, dem XXIV. den 24 km entfernten südlichen Sektor. In der zweiten Phase hatte das X. Korps die Aufgabe, Tacloban nördlich ihrer Landungsstellen mitsamt seinen Flugfeldern einzunehmen, danach die Straßen zwischen Leyte und Samar zu sichern und in der Folge durch das Leyte Valley zur nördlichen Küste zu ziehen. Das XXIV. Korps hatte das südliche Gebiet des Leyte Valleys unter Kontrolle zu bringen, um dort die Errichtung von Flugfeldern und den Aufbau logistischer Projekte zu ermöglichen. Die Bestimmung des 21. RCT (Regimental Combat Team) lag in der Zwischenzeit darin, an der Südküste an Land zu gehen und die Straße zwischen Leyte und der Insel Panaon zu sichern. In der dritten Phase sollten die beiden Korps separate Routen durch die Bergregionen nehmen und das Ormoc Valley und die Westküste der Insel von japanischen Stellungen säubern, während gleichzeitig auf der Insel Samar 56 km nördlich von Tacloban ein Außenposten installiert werden sollte.

### Vorgesehene Truppen
Vom September bis spät in den Oktober 1944 hinein waren die alliierten Flottenverbände während ihrer Feldzüge auf Palau und Morotai ausgesprochen erfolgreich gewesen. Die Flugzeuge der Flugzeugträger der Task Force 38 unter Admiral William F. Halsey zerstörten dabei sowohl auf den Philippinen als auch auf den japanisch besetzten Inseln Okinawa und Formosa etwa 500 japanische Kampfflugzeuge und versenkten auf See etwa 180 feindliche Handelsschiffe sowie einige Kriegsschiffe. Damit waren die feindlichen Marineeinheiten im Pazifik sehr geschwächt worden, doch MacArthur drängte auf einen letzten „Hieb im Genick“
Die sechste US-Armee unter Generalleutnant Walter Krueger bildete den Hauptkampfverband der Invasion von Leyte, der aus zwei Korps und zwei weiteren Divisionen bestand. Generalmajor Franklin C. Siberts X. Korps bestand aus der 1st Cavalry Division, einer Panzerdivision, die mit M4 Sherman-Panzern ausgerüstet war, und der 24th Infantry Division, abzüglich des 21. RCTs (Regimental Combat Teams). Generalmajors John R. Hodges XXIV. Korps setzte sich aus der 7th Infantry Division und der unerfahrenen 96th Infantry Division zusammen. Die 32nd und 77th Infantry Division sowie das 381. Regiment (aus der 96. ausgegliedert) waren als Reservekräfte vorgesehen. Die Versorgungseinheiten schlossen das 6. Ranger-Bataillon ein, das mit der Aufgabe betraut wurde, die abseits von Leyte liegenden Inseln, auf denen nur eine schwache Gegenwehr erwartet wurde, zu sichern und die Marinestreitkräfte zu ihren Landungsplätzen zu geleiten. Das neue 6. Heeresdienstkommando unter Generalmajor Hugh J. Casey war wiederum verantwortlich für die Einrichtung der Brückenköpfe auf den Stränden, für die Versorgung der Einheiten an den Strandabschnitten und für den Auf- bzw. Ausbau der Straßen und Flugfelder auf der Insel. Alles in allem hatte General Krueger 202.500 Mann an Bodentruppen unter seinem Kommando.
Leyte hatte eine Bevölkerung von über 900.000 Menschen, von denen sich die meisten mit Landwirtschaft und Fischerei beschäftigten. Auf der Insel wurde die Ankunft der Landungstruppen zudem von etwa 3000 philippinischen Guerillakämpfern unter der Führung von Lt. Col. Ruperto Kangleon erwartet. Da viele Einheimische trotz schwerer Vergeltungsmaßnahmen der Japaner den Guerillakampf gegen sie unterstützen, traute man ihnen zu, dass sie auch einer amerikanischen Invasion beistehen würden.
Die japanischen Verteidiger der Insel wurden auf höchstens 20.000 Mann geschätzt, die vornehmlich der 16. Division der 14. Regionalarmee angehörten. Diese Einheiten wurden von Generalleutnant Shiro Makino befehligt.

## Landung und Sicherung des südlichen Leyte Valleys

### Landungsoperationen

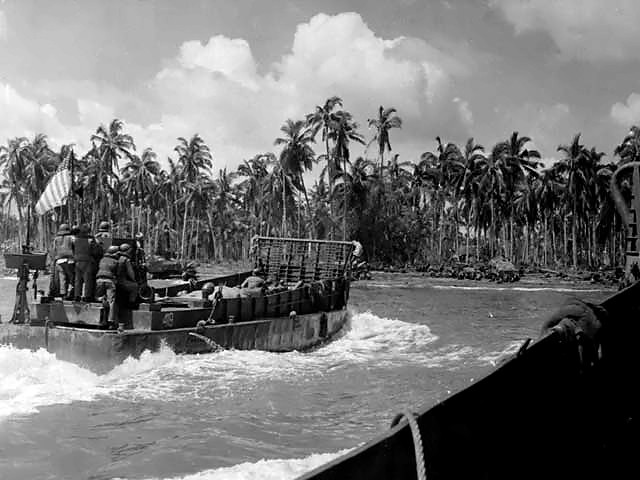
Landungsboote während der Invasion auf Leyte, 20. Oktober 1944

Die einleitenden Operationen für die Invasion auf Leyte begannen bei Tagesanbruch des 17. Oktobers 1944 mit der Räumung der Minen vor den Landungsabschnitten und der Annäherung des 6. Ranger Bataillons auf drei kleine Inseln im Golf von Leyte. Die amerikanische Invasionsflotte, die aus etwa 150 Kriegsschiffen und rund 550 Transportschiffen, Liberty-Schiffen, LSDs, LSTs, LCIs, LCTs, LCVPs, LCM, LSM, LVTs und Landungsunterstützungsschiffen bestand, kam am Nachmittag des 17. Oktober im Golf von Leyte an. MacArthur wurden zusätzliche Einheiten der zentralpazifischen Kräfte unter Admiral Chester W. Nimitz unterstellt. Den Befehl über die 3. Flotte mit den Flugzeugträgergruppen der Task Force 38 führte Admiral William Halsey. In den Wochen vor der Landung dezimierte diese Flotte systematisch die japanischen Luftstreitkräfte im Bereich der Philippinen, wobei auch die Flugfelder auf Formosa, Okinawa und in Indochina angegriffen wurden, und zerstörte dabei insgesamt etwa 1.200 Flugzeuge, während die amerikanischen Verluste insgesamt 351 Maschinen betrugen. Die japanischen Luftangriffe auf die alliierte Flotte konnten nur zwei amerikanische Kreuzer beschädigen, doch die japanische Luftwaffenführung in Manila meldete trotzdem die Versenkung von elf Flugzeugträgern, zwei Schlachtschiffen und drei Kreuzern.
Am 18. Oktober begann der alliierte Bombardierungsverband, Task Group (TG) 77.2, der aus sechs älteren Schlachtschiffen, fünf Kreuzern und dreizehn Zerstörern bestand und unter dem Kommando von Admiral Jesse B. Oldendorf stand, die Küstenabschnitte zu bombardieren. Die alliierten Kriegsschiffe feuerten an diesem Tag insgesamt 120 Tonnen Granaten auf die Landungszonen ab, wobei einige feindliche Verteidigungsanlagen zerstört wurden. Amerikanische Aufklärungsflugzeuge teilten den Schiffen die genaue Position der japanischen Stellungen mit, wobei die Zerstörer diese Ziele unter Beschuss nahmen. An diesem Tag wurden auch 20 Tonnen Phosphorgranaten auf die Insel gefeuert, wodurch mehrere Palmengewächse Feuer fingen. Der starke Rauch der brennenden Palmen wirkte sich ungünstig auf die Zielgenauigkeit des amerikanischen Beschusses aus. Mehrere japanische Stellungen an der Küste blieben deshalb intakt.
Obwohl es wegen eines Sturms zu Verzögerungen kam, erreichten die Ranger am Morgen des 17. Oktober die beiden Inseln Suluan und Dinagat gegen 12:30 Uhr. Auf Suluan wurde die kleine Kampfgruppe japanischer Soldaten, die die Insel verteidigte, aufgerieben, und eine feindliche Radiostation wurde durch die Ranger zerstört, während Dinagat unbesetzt vorgefunden wurde. Auf beiden Inseln begannen die Ranger damit, Navigationslichter für die drei Tage später folgenden Amphibienlandungsfahrzeuge, die die Soldaten an die Strandabschnitte bringen sollten, zu platzieren. Am nächsten Tag wurde mit Homonhon Island die dritte Insel eingenommen, ohne dass man dort auf Gegenwehr stieß. In der Zwischenzeit führten amerikanische Unterwassersprengkommandos Aufklärungstauchgänge durch und räumten die für den Angriff auf Leyte vorgesehenen Strandabschnitte von den restlichen Minen und Sperranlagen.
Der Tag der Landung, der 20. Oktober, begann mit einem vierstündigen Trommelfeuer der Schlachtschiffe der Invasionsflotte, die die Landungsabschnitte unter starken Beschuss nahmen. Um 10:00 Uhr landeten Truppen der 24. Infanteriedivision, sechste Armee, aus 200 LCVPs an der Küste von Leyte und stürmten die Strände. Das X. Korps ging auf einem 6,5 km breiten Strandabschnitt zwischen dem Flugfeld von Tacloban und dem Palo River an Land, ohne auf starken japanischen Widerstand zu stoßen. Vierundzwanzig Kilometer südlich landeten die Einheiten des XXIX. Korps entlang eines 5 km breiten Ufergebietes zwischen San José und dem Daguitan River. Diesen Truppen schlug dabei starker japanischer Widerstand aus den Sumpfgebieten entgegen, doch innerhalb einer Stunde gelang es den Einheiten, die Sektoren ihrer Landungsbereiche derart auszuweiten, dass schwere Fahrzeuge, Panzer und Versorgungskontingente nachrücken konnten. Der japanische Widerstand wurde kurz darauf durch den Einsatz von Flammenwerferpanzern und Granatwerfern gebrochen, wobei etwa 1000 japanische Soldaten fielen. Lediglich im Sektor der 24. Division waren die Truppen durch japanisches Feuer dazu gezwungen, die nachrückenden Landungsgeräte umzuleiten. Um 13:30 war jedoch auch dieser Sektor so weit gesichert, dass es sich General MacArthur erlauben konnte, mit seiner Gefolgschaft in einer dramatischen Szene die Brandung zu durchwaten und das Ufer zu betreten, wobei er der Bevölkerung den Beginn der Befreiung mit folgenden Worten verkündete:

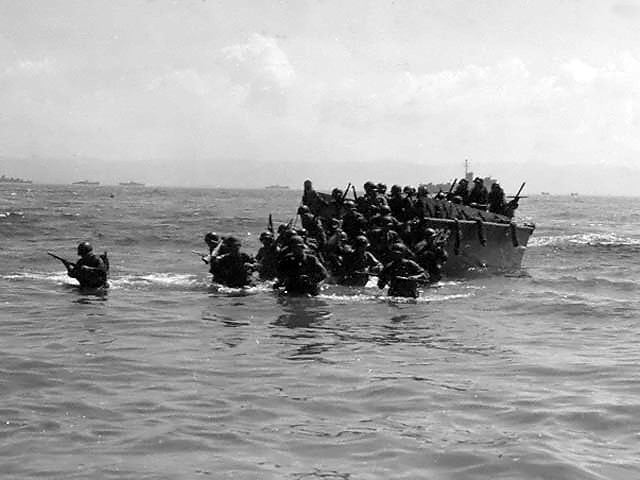
Ein Amphibienboot landet am Strand von Leyte

“People of the Philippines, I have returned! By the grace of Almighty God, our forces stand again on Philippine soil.”

„Volk der Philippinen, ich bin zurückgekehrt! Durch die Gnade des Allmächtigen Gottes stehen unsere Streitkräfte erneut auf philippinischem Boden.“

Gegen Ende des ersten Tages waren die Truppen der sechsten Armee drei Kilometer in das Inland eingedrungen und kontrollierten im südlichen Teil von Leyte die Straße nach Panaon Island. Im Sektor des X. Korps hielt die 1. Kavalleriedivision das Flugfeld von Tacloban, während die 24. Infanteriedivision an ihrem Landungskopf den Hügel Nr. 522 beherrschte. Im Abschnitt des XXIV. Korps kontrollierte die 96. Infanteriedivision wiederum das Zugangsgebiet zum Catmon Hill. Die 7. Infanteriedivision hatte den Ort Dulag genommen, was General Makino dazu zwang, seinen Kommandoposten sechzehn Kilometer landeinwärts in die Ortschaft Dagami zu verlegen. Bei der gesamten Landungsoperation fielen auf amerikanischer Seite insgesamt 49 Männer, wobei 192 verwundet und 6 als vermisst gemeldet wurden.

### Feldzug im südlichen Leyte Valley

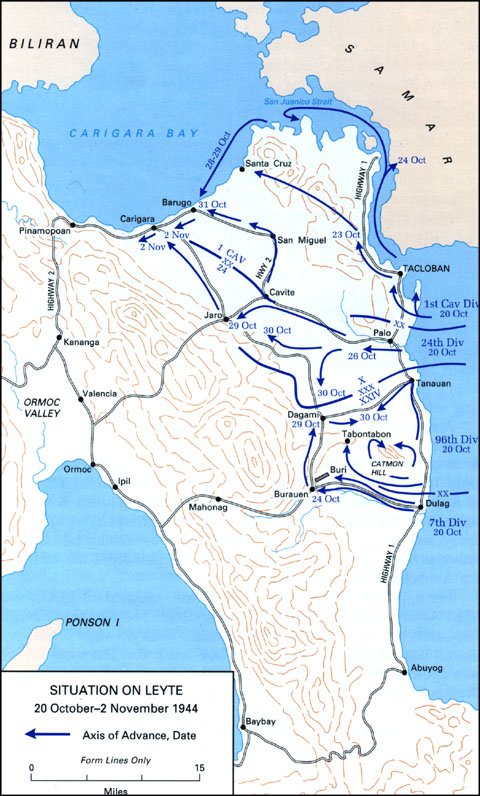
Situation auf Leyte zwischen dem 20. Oktober und dem 2. November 1944

Die 6. Armee drang im weiteren Verlauf der Schlacht beständig in das Binnenland der Insel vor und stieß dabei in den folgenden Tagen auf sporadischen und unkoordinierten Widerstand. Die 1. Kavalleriedivision unter Generalmajor Verne D. Mudge kontrollierte ab dem 21. Oktober die Provinzhauptstadt Tacloban, die von einer Panzereinheit am Morgen des 21. Oktobers angegriffen und erobert worden war. Am 23. Oktober wurde unter dem Vorsitz von General MacArthur eine offizielle Zeremonie in der Stadt abgehalten, um die Wiedereinsetzung einer Zivilregierung auf Leyte zu feiern, während die 1. und 2. Kavalleriebrigade die Stellungen vor der Stadt derart ausbauten, dass sie einen eventuellen japanischen Gegenangriff der 102. Division von dem gebirgigen Inland her standhalten konnten, aber es der 1. Kavallerie dennoch erlaubte, aus der Stadt auszuziehen. Zu diesem Gegenangriff kam es jedoch nicht.
Zur Linken des X. Korps schlug sich derweil die 24. Infanteriedivision unter Generalmajor Frederick A. Irving ins Landesinnere durch, wobei sie auf heftigen japanischen Widerstand traf. Mehrere feindliche Verteidigungslinien wurden durch Artilleriefeuer zerstört, doch die japanische Gegenwehr blieb trotzdem stark. Nach tage- und nächtelangen schweren Kämpfen, bei denen den amerikanischen Angaben zufolge etwa 800 Japaner ums Leben kamen, erweiterten das 19. und das 34. Infanterieregiment ihre Brückenköpfe und erlangten die Kontrolle über die Anhöhen, die den Zugang ins nördliche Leyte Valley bildeten. Bei diesen Kämpfen kamen auch etwa 100 Amerikaner um. Am 1. November, nach einem siebentägigen, von Artilleriefeuer unterstützten Vorstoß durch die M4 Sherman Panzer der 3. Kavalleriebrigade, konnten beide Regimenter in das Leyte Valley vorrücken, wobei die 24. Division den sich zurückziehenden japanischen Verbänden erhebliche Verluste zufügte. Nach diesem Vormarsch blieb der Hafen von Ormoc City an der Westküste der Insel der letzte Haupthafen, der sich noch unter Kontrolle der japanischen Besatzungstruppen befand. General Suzuki, der die Verteidigung der Insel auf Befehl von General Yamashita übernommen hatte, konzentrierte einen Teil seiner Truppen um den Hafen Ormoc, während mehrere Tausend Soldaten der japanischen 26. Infanteriedivision die beiden Highways im Zentrum der Insel unter Kontrolle behielten.
Vom Strandabschnitt des XXIV. Korps sandte General Hodge seine beiden Divisionen in den Süden des Leyte Valleys, in dem sich vier feindliche Flugfelder und ein großes japanisches Versorgungszentrum befanden. Generalmajor James L. Bradleys 96. Infanteriedivision wurde daraufhin ausgesandt, den Catmon Hill zu säubern, eine 420 m hohe Erhebung, die den höchsten Punkt zwischen den Strandabschnitten beider Korps bildete. Sie diente den Japanern bisher als Beobachtungsposten und als wichtige Geschützstellung, von wo aus sie zuvor die landenden Einheiten unter Feuer genommen hatten. Der Catmon Hill wurde von rund 4000 japanischen Soldaten der 16. Infanteriedivision gehalten, und durch zwei Mörser- und eine Panzerabwehrbatterie verteidigt. Unter der Deckung von permanentem Landartillerie- und Seegeschützfeuer bewegten sich Bradleys Truppen durch das sumpfige Gebiet südlich und westlich der beiden Erhebungen von Labiranan Head und Catmon Hill. Die beiden Hügel wurden am Nachmittag des 31. Oktobers nach einem vier Tage langen schweren Gefecht eingenommen, wobei die amerikanischen Verluste, vor allem durch feindliches Maschinengewehrfeuer, sehr hoch waren. Nach einem drei Tage andauernden Kampf gegen die japanischen Truppen der 16. Division nahm das 382. Infanterieregiment am 28. Oktober die wichtige japanische Versorgungsbasis bei Tabontabon ein, die 8 km landeinwärts lag. Bei dem Kampf starben nach amerikanischen Angaben etwa 350 japanische Soldaten. Gleichzeitig zogen jeweils zwei Bataillone des 381. und des 383. amerikanischen Infanterieregiments langsam auf die dem Catmon Hill gegenüberliegende Seite vor, um dort den erbitterten japanischen Widerstand zu brechen. Als am 31. Oktober die Eroberung des Catmon Hills vollendet war, wurde auch diese Erhebung eingenommen. Die Amerikaner hatten auf der Hügelkette des Catmon Hills fünfunddreißig Unterstände, siebzehn Höhlen und verschiedene schwere Artilleriepositionen des Gegners eingenommen und gesichert.

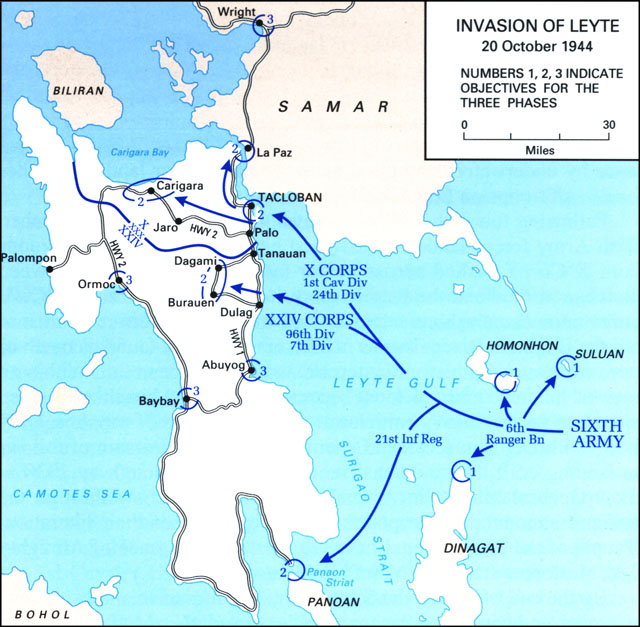
Karte der Invasion von Leyte vom 20. Oktober 1944

Auf der linken Seite des XXIV. Korps rückte unterdessen die 7. Infanteriedivision unter Generalmajor Archibald V. Arnold nun ins Landesinnere hinein, mit dem Ziel, die vier japanischen Flugfelder einzunehmen, die sich im südlichen Leyte Valley befanden. Auch das Versorgungslager sollte erobert werden. Am 21. Oktober brachte das 184. Infanterieregiment das Flugfeld Dulag unter Kontrolle, wobei es auf keinen feindlichen Widerstand stieß, während das 32. Infanterieregiment beide Ufer des Calbasag Rivers von japanischen Scharfschützen und Verteidigungspositionen säuberte. Entscheidend bei dem blutigen Kampf um die vier Flugplätze und Dörfer war der Einsatz der amerikanischen Panzer, die in Keilformation vorrückten und so der Infanterie den Weg ebneten. Bei dem Flugfeld Burauen überwand das 17. Infanterieregiment den fanatischen aber erfolglosen Widerstand, der ihnen aus gegnerischen Schützenlöchern entgegen schlug. Zudem versuchten die japanischen Verteidiger die amerikanischen Panzer durch Selbstmordanschläge aufzuhalten, indem sie sich mit Haftminen beladen auf die Panzerung legten. Zwölf Panzer gingen bei diesen Kämpfen verloren. 1,6 km nördlich vom Flugfeld Burauen töteten die Einheiten des 32. Infanterieregiments beim Kampf um das Flugfeld Buri nach eigenen Aussagen mehr als 400 japanische Verteidiger. Während zwei Bataillone des 184. Infanterieregiments an der linken Flanke des Korps patrouillierten, schloss sich das 17. Infanterieregiment dem 2. Bataillon der 184. Regiments an und wendete sich nach Norden in Richtung Dagami, das sich zehn Kilometer oberhalb vom Dorf Burauen befand. Ausgestattet mit Flammenwerfern schafften es die US-Truppen, die japanischen Truppen der 16. Division aus ihren Unterständen und einem Friedhof heraus zu treiben und Dagami am 30. Oktober einzunehmen. Dieser Erfolg zwang General Suzuki und Generalleutnant Makino nun erneut den Standort seines Kommandopostens aufzugeben und ihn weiter westwärts zu verlegen. Zur gleichen Zeit bewegte sich das 2. Bataillon der 32. Division, dem Aufklärungstrupp der 7. Kavallerie folgend, 24 km südlich entlang der Ostküste nach Abuyog, um das dortige Gebiet zu sondieren. Über die nächsten vier Tage hinweg patrouillierten sie die westlichen Regionen und stießen durch die Berge zu einigen erhöhten Gebieten vor, von wo aus sich die Bucht von Ormoc beobachten ließ. Dabei stießen sie auf keinerlei Gegenwehr.

### Japanische Gegenoffensive

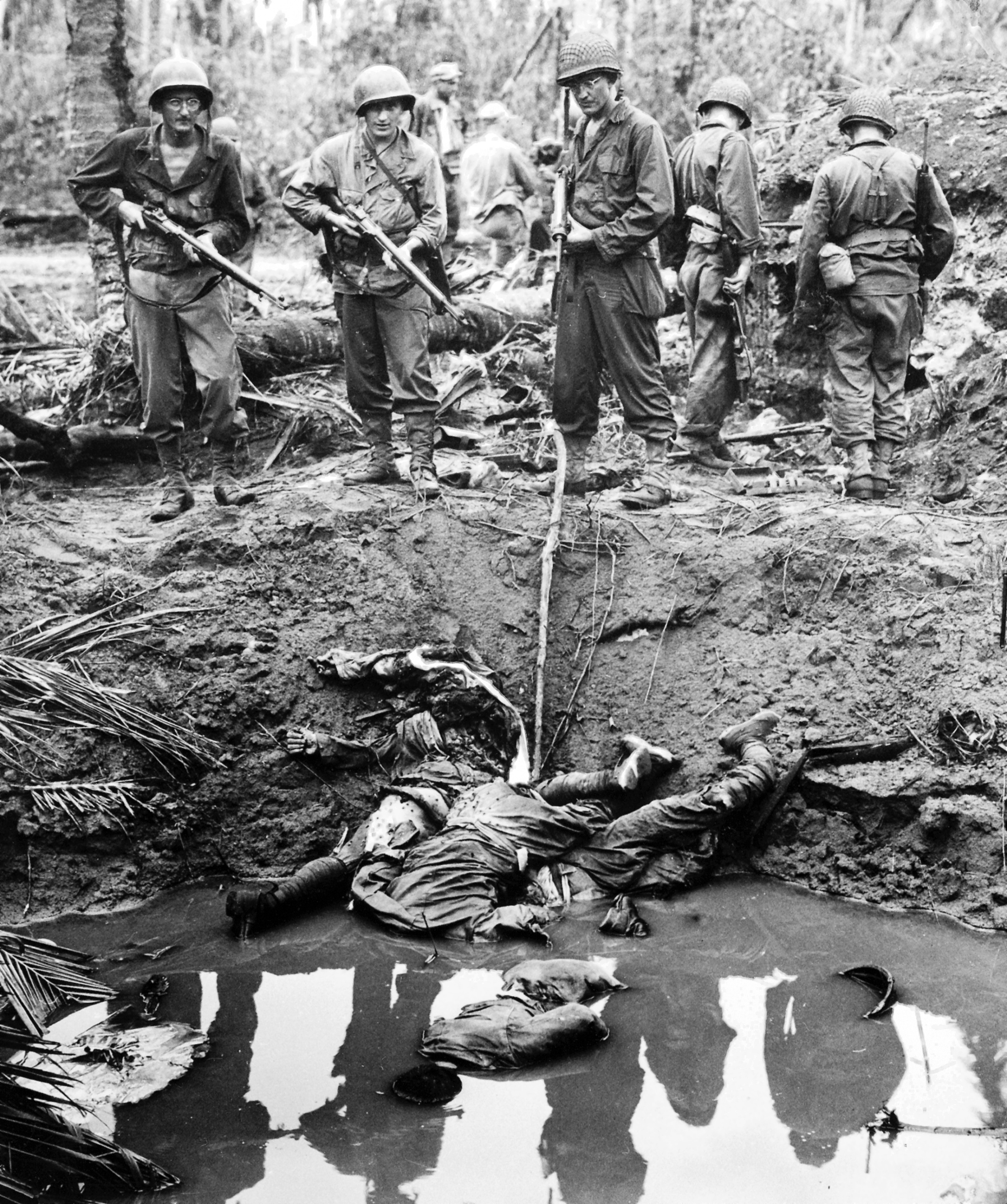
Tote japanische Soldaten in einem Bombenkrater.

Während die 6. Armee tiefer nach Leyte eindrang, schlugen die Japaner mit Angriffen aus der Luft und auf See zurück. Am 24. Oktober griffen etwa 150 bis 200 Kampfflugzeuge vom Norden her die amerikanischen Brückenköpfe und Schiffe an, woraufhin 50 landgestützte amerikanische Maschinen aufstiegen, um dem Angriff zu begegnen. Bei den folgenden Luftkämpfen wurden amerikanischen Quellen zufolge zwischen 66 und 84 japanische Jäger abgeschossen. Trotzdem setzten die Japaner ihre Luftschläge in den folgenden vier Tagen bei Tageslicht und in der Nacht fort und entwickelten sich somit zu einer Bedrohung für die amerikanischen Schiffsverbände. Am 28. Oktober reagierten die Alliierten mit Gegenangriffen amerikanischer Jagdflugzeuge auf japanische Flugplätze und auf feindliche Schiffe, die vor anderen Inseln vor Anker lagen. Durch diese Luftangriffe, bei denen insgesamt 300 feindliche Maschinen zerstört wurden, gelang es den Amerikanern, die Stärke der gegnerischen Luftkräfte zu reduzieren und somit eine der Hauptbedrohungen ihres Feldzuges abzuschwächen. Nun, da ihre Möglichkeiten im Luftkampf weiter eingeschränkt waren, änderten die Japaner ihre Lufttaktik. General Suzuki entschloss sich am 29. Oktober, während einer Stabssitzung in Ormoc bei der auch General Makino teilnahm, zur Durchführung von Kamikazeangriffen. Dabei wurde von den Piloten erwartet, dass sie sich mit ihren bombenbeladenen Maschinen bereitwillig auf die amerikanischen Schiffe stürzten und sich selbst opferten, um ein größtmögliches Maß an Zerstörung auf der gegnerischen Seite zu erreichen. Ihr vorrangiges Ziel war dabei die große amerikanische Transport- und Geleitflotte, die sich seit dem Angriffstag im Golf von Leyte gesammelt hatte. Durch die japanischen Angriffe des 29. Oktober wurde ein amerikanischer Begleitfrachter versenkt und zahlreichen anderen Schiffen schwere Zerstörungen zugefügt. Die amerikanische Flugabwehr schoss dabei einige japanische Maschinen ab.
Eine weit größere Gefahr für die US-Streitkräfte zog sich hingegen auf See zusammen. Um die Flotte der US-Navy, die die 6. Armee auf Leyte unterstützte, zu zerstören, entschloss sich die Kaiserlich Japanische Marine, nahezu ihre gesamten Flottenkräfte zu sammeln und in drei Hauptkampfgruppen in den Leytefeldzug zu schicken. Eine Gruppe aus vier Flugzeugträgern, die jedoch keine Jagdmaschinen an Bord hatten, wurde als Köder auserkoren und sollte die dritte US-Flotte nördlich aus dem Leytegolf locken. Wenn die Köderung erfolgreich sein sollte, würden die beiden anderen Gruppen, mehrheitlich aus schweren Kampfschiffen bestehend, in den Golf von Westen her einfahren und dort einen Angriff auf die amerikanischen Frachter starten.
Am 23. Oktober 1944 wurde jedoch auf alliierter Seite die Annäherung der japanischen Schiffe entdeckt. Als schließlich die US-Einheiten ausliefen, um die gegnerische Flotte abzufangen, begann die See- und Luftschlacht im Golf von Leyte, die sich bis zum 26. Oktober 1944 zur größten Seeschlacht im gesamten Pazifikkrieg entwickelte. Währenddessen wurden die japanischen Streitkräfte auf Leyte durch zusätzliche Truppenverbände verstärkt. Bis zum 11. Dezember konnten die Japaner mehr als 34.000 Mann und 10.000 Tonnen an Material, unter anderem auch einige Chi-Ha Panzer der 2. Panzerdivision, nach Leyte transferieren, das meiste davon über den an der Westküste gelegenen Hafen von Ormoc. Dies gelang trotz heftiger Verluste, die den japanischen Nachschubkonvois durch die Luftangriffe der amerikanischen Maschinen und während des Gefechts in der Bucht von Ormoc beigebracht wurden.

## Kämpfe im nördlichen Leyte Valley
Die Ankunft japanischen Nachschubs stellte sowohl Krueger als auch MacArthur vor Probleme. Statt weitere Räumungsaktionen nach der Säuberung der östlichen Seite von Leyte planen zu können, musste sich die sechste Armee auf ausgedehnte Kämpfe in den Bergregionen auf dem westlichen Abschnitt der Insel einstellen. Durch die Ankunft dreier Reservedivisionen auf Leyte wurde General MacArthurs Operationszeitplan für den Philippinenfeldzug zusätzlich verzögert und der vom Kriegsministerium für den gesamten Pazifik ausgearbeitete Entwicklungsplan weiter zurückgeworfen.

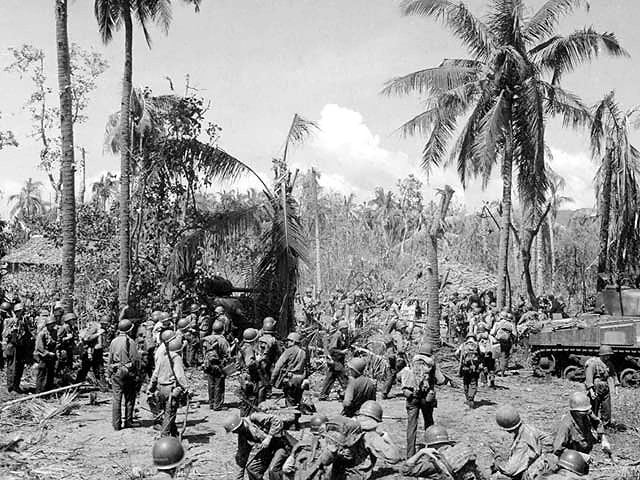
Männer der U.S. Infanterie und schweres Gerät in der Schlacht um Leyte

Im Kriegsgebiet schafften es die 1. Kavalleriedivision und die 24. Infanteriedivision, sich am 2. November bei Carigara zu vereinigen, was die erfolgreiche Anfangsphase des Feldzuges hervorhob. Nach siebzehn Tage anhaltenden Kampfoperationen hatte die 6. Armee alle Orte unter Kontrolle, die sie sich in der ersten und zweiten Phase zum Ziel gesetzt hatte, ebenso wie Abuyog, ein Objekt, das erst für die dritte Phase vorgesehen war. Zudem hatten es Elemente der 7. Division geschafft, die Insel vom südlichen Ende des Sektors des XXIV. Korps zu durchqueren und die Vorgebiete der Ortschaft Baybay an der Westküste unter Kontrolle zu bringen. Lediglich eine Schlüsselstelle an der westlichen Seite der Insel, das Ormoc Valley, galt es nun noch einzunehmen.
Für die Eroberung des Ormoc Valleys plante General Krueger die Durchführung einer gewaltigen Zangenoperation, indem er die Truppen des X. Korps südwärts durch die Berge schickte, während sich die Einheiten des XXIV. Korps nördlich entlang der Westküste durchschlagen sollten. Um der stärker werdenden Gegenwehr zu begegnen, die speziell in der Bergbarriere zum Norden hin zu erwarten war, aktivierte Krueger seine Reservetruppen, die 32. und die 77. Infanteriedivision, während MacArthur die 11. US-Luftlandedivision mobilisierte. Die 21. Regimentskampfgruppe zog man zudem von der Insel Panaon ab, damit sie sich mit der 24. Division vereinigen konnte. Auf Panaon wurden sie durch ein Bataillon des 32. Infanterieregiments ersetzt. Am 3. November bewegte sich das 34. Infanterieregiment von der an der Westseite des Valley gelegenen Ortschaft Carigara in die Ebene hinein und säuberte die verbliebenen Gebiete an der nördlichen Küste, bevor sie sich den Bergen im Süden zuwandte. Das 1. Bataillon kam frühzeitig von einem Kamm entlang des Highways 2 her unter Beschuss. Unterstützt vom 63. Feldartilleriebataillon räumte die Einheit die Anhöhe und bereitete dem 34. Infanterieregiment ihren Weg zur Ortschaft Pinamopoan, einem Ortsteil von Capoocan, die es in der Nacht ohne weitere Gegenwehr erreichte und wo man auf zahlreiche schwere Waffen stieß, die von den gegnerischen Kräften zurückgelassen worden waren. Die Truppen hatten nun den Punkt erreicht, an dem der Highway 2 sich nach Süden in Richtung zu den Bergen hin drehte.

### Kämpfe bei Breakneck und Kilay Ridges
Am 7. November geriet das 21. Infanterieregiment in sein erstes anhaltendes Gefecht auf Leyte, als es nahe der Bucht von Carigara in die Bergregion entlang des Highways vordrang. Das frische Regiment, das vom 3. Bataillon des 19. Infanterieregiments unterstützt wurde, lief direkt in den starken Widerstand der neu angekommenen 1. japanischen Division hinein. Diese hatte sich gleichmäßig von Osten nach Westen über die Straße hinweg verteilt und hier ein Netzwerk an Kampfstellungen errichtet, das aus Blockhäusern, diese verbindende Schützengräben und unzähligen Schützenlöchern bestand und später unter dem Namen „Breakneck Ridge“ (Genickbrechende Anhöhe) Bekanntheit erlangte.
Nachdem am 8. November ein Taifun über das Gebiet zog, setzten heftige Niederschläge ein, die den amerikanischen Vormarsch in den folgenden Tagen behinderten. Ungeachtet des Sturms und der starken Winde setzte das 21. Infanterieregiment seine beständigen und anhaltenden Angriffe fort. Den Angreifern kam zugute, dass das Unwetter Bäume ausriss und sie zusammen mit Schlamm in die Verteidigungsstellungen trieb, aber er verzögerte auch das Vorankommen der Nachschubtransporte. Die Kompanien waren im Laufe der Kämpfe oft gezwungen, von einigen Hügelpositionen abzuziehen und andere zurückerobern, die sie zuvor bereits kontrolliert hatten. Die Einnahme des Hügels Nr. 1525, drei Kilometer im Osten, wurde für General Irving zu einem primären Ziel. Seine Kontrolle würde es den Amerikanern ermöglichen, die japanischen Verteidigungslinien auf insgesamt 6,5 km Breite entlang des Highways 2 auseinanderzuziehen.
Nach fünf Tagen andauernden Kämpfen, die durch die erhöhten Positionen auf den Hügeln oberhalb der Straße besonders erschwert wurden, und trotz zweier Nächte mit immer neu initiierten Gegenangriffen, blieb die Lage unverändert, woraufhin sich General Irving zu einem Einkreisen der gegnerischen Verteidigungsstellungen entschloss. Das 2. Bataillon des 19. Infanterieregiments schwenkte hierzu ostwärts um den Hügel Nr. 1525 herum und sollte sich hinter die rechte Flanke der japanischen Verteidiger setzen. Von dort, etwa 5 km südlich des „Breakneck Ridge“, stieß man zurück zum Highway 2. Um die linke Flanke im Westen nehmen zu können, sandte Irving das 1. Bataillon des 34. Infanterieregiments unter Leutnant Colonel Thomas E. Clifford über die Sumpf- und Flussgebiete der Gegend um Carigara bis zu einem Punkt, 3 km westlich der südwärtigen Kehre des Highways 2 und ließ sie von dort landeinwärts marschieren. Nachdem sie eine Höhenlinie und den Leyte River überquert hatten, bewegten sie sich auf die linke japanische Flanke zu, die sich auf der 270 m hohen Kilay Ridge, dem höchstgelegenen Gelände hinter dem Hauptkampfgebiet befand. Beide Bataillone erreichten am 13. November trotz starker Gegenwehr und heftiger Regenfälle ihre Positionen, die nur etwa 900 m auseinander lagen und sich auf den jeweils gegenüberliegenden Seiten des Highways befanden. Cliffords Bataillon begann von dessen Westseite her unverzüglich mit dem Sturm auf die Kilay Ridge, während das 2. Bataillon einen Hügel auf der Ostseite angriff. Doch erreichte keine der Einheiten ihr Ziel.

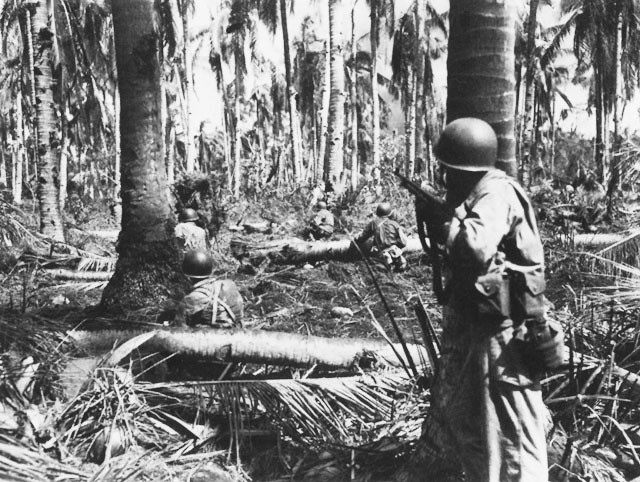
US-Infanteristen auf Leyte

Cliffords Männer benötigten volle zwei Wochen zäher Kämpfe in Schlamm und Regen, oftmals gefährlich nahe an Granat- und Artillerieeinschlägen aus den eigenen Reihen, um den japanischen Gegner auf dem Weg zum Kilay Ridge hinauf aus seinen Stellungen zu treiben. Am 2. Dezember hatte Cliffords Bataillon die Höhen erreicht, von der aus man die gesamte Straße überschauen konnte, woraufhin die Einheiten der 32. Division nun schnell nachrückten. Nach Abschluss der Kampfhandlungen verzeichneten die amerikanischen Angreifer in ihren Reihen 26 Tote, 101 Verwundete und 2 Vermisste, wobei man 900 Tote auf der Seite der Japaner zählte. Für ihre unnachgiebigen Anstrengungen beim Kilay Ridge und dessen Umgebung wurden beide Bataillone mit der Presidential Unit Citation ausgezeichnet, wobei Clifford selbst mit dem Distinguished Service Cross, einer Auszeichnung für besondere Verdienste, geehrt wurde. Es dauerte noch bis zum 14. Dezember, ehe die 1. Kavalleriedivision und die 32. Division letztendlich das Gebiet von Breakneck und Kilay Ridge vollständig gesäubert hatten und somit die am stärksten verteidigten Teile des Highway 2 zwischen der Carigara Bucht und dem Ormoc Valley unter die Kontrolle des X. Korps gebracht wurden.
Die gesamte Phase hindurch steigerten sich allerdings die logistischen Probleme, die die amerikanischen Anstrengungen behinderten. Das gebirgige Terrain und die unpassierbaren Straßen zwangen die Transporteinheiten der sechsten Armee immer wieder zur Improvisation. Für den Transport des Nachschubes nutzten sie Landungsfahrzeuge der Marine, Kettenfahrzeuge, Artillerietraktoren und LKWs zum Transport des Zubehörs, ließen Hilfsmittel aus der Luft abwerfen und bedienten sich der Hilfe von Carabaos und Hunderter barfüßiger philippinischer Träger. Angesichts dieser Verhältnisse war es nicht überraschend, dass die nach einem komplexen Zeitplan durchgeführten neuen Lieferungen wie auch die Geschwindigkeit des Angriffsvorhabens sich zeitlich verschleppten. Speziell in den Bergen nördlich und östlich des Ormoc Valleys und den ihm folgenden Kämmen entlang der Bucht von Ormoc entwickelte sich das Vorankommen äußerst mühsam.

### Vormarsch ins Ormoc Valley
Mit dem Durchbruch des X. Korps durch die nördlichen Berge zogen sich die japanischen Kräfte nun weiter zusammen. Sie sammelten sich im Umkreis von Baybay, um den nördlichen Aufstieg zur westlichen Küste des Ormoc Valleys herum, um sich hier dem XXIV. Korps entgegenzustemmen. So war es bis Mitte November lediglich der 32. Infanteriedivision des XXIV. Korps gelungen, sich im westlichen Leyte festzusetzen, während die Reste der 7. Division weiterhin die Ortschaft Burauen sicherten. Erst die Ankunft der 11. Luftlandedivision am 22. November erlaubte es General Hodges die gesamte 7. Division in den Westen zu senden. In der Nacht des 23. Novembers wurde die 32. Division plötzlich von der 26. japanischen Division angegriffen. Das 2. Bataillon wurde zurückgeschlagen, konnte aber die Geländeverluste am folgenden Tag wieder zurückerobern. General Arnold befahl seinen Einheiten daraufhin sich einzugraben. Im Anschluss zog er das 1. Bataillon des 184. Infanterieregiments verstärkt durch Teile des 767. Panzerbataillons, das 49. Feldartilleriebataillon und eine 155-mm-Batterie des Marinekorps, die für die abgesagte Yap-Operation vorgesehen war, von ihren Positionen ab und befahl ihnen, zur 32. Infanteriedivision zu stoßen. Unter dem Druck des schweren Feuers dieser Artillerieeinheiten konzentrierten die Japaner in der Nacht des 24. Novembers ihr Feuer auf ebendiese Abschnitte und machten dabei vier 105-mm-Kanonen unschädlich. Das 57. Feldartilleriebataillon verstärkte die Einheiten am nächsten Tag und stellte der 7. Division fünf zusätzliche Batterien zur Unterstützung zur Verfügung, was maßgebend den Verteidigungsbemühungen diente. Die Schlacht um die Shoestring Ridge, auf dessen Gebiet sich die Truppen gegenüberstanden, setzte sich fort, als die japanischen Truppen in den beiden folgenden Nächten trotz schwerer eigener Verluste zwei weitere Angriffe organisierten. Bis zum 27. November war es den US-Streitkräften nicht möglich, selbst in die Offensive zu gehen, obwohl bis zu diesem Zeitpunkt etwa 500 Gefallene und 29 zurückgelassene Maschinengewehre auf der Gegenseite gezählt wurden und trotz des Verteidigungsperimeters, den man während des Vorrückens im Norden aufdecken konnte.
General Arnold begann sein Vorrücken auf Ormoc mit einer neuartigen Taktik. In der Nacht des 4. Dezembers brachte man die Fahrzeuge des 776. Amphibischen Panzerbataillons zu Wasser und ließ sie nördlich entlang der Küste knapp 1000 m vor den Bodeneinheiten von Strand zu Strand springen. Am nächsten Morgen bewegten sich die Panzer innerhalb von 180 m landeinwärts und feuerten in die Hügel hinein, die Angriffe des 17. und des 184. Regiments unterstützend. Die Taktik stellte sich als effektiv heraus, denn sie führte zu großer Unordnung in den Reihen der Verteidiger. Ausnahmen blieben die gegnerischen Stellungen auf den rückwärtigen Hügelseiten, an denen die Bodentruppen auf verstärkten Widerstand trafen, da diese vor dem küstenwärtigen Panzerfeuer gedeckt waren. Die 7. Division drang mit zwei Regimentern nach Norden vor und traf dort auf heftige japanische Gegenwehr, die ihnen von dem Hügel 918 entgegenschlug, von dem aus das gesamte Küstengebiet von Ormoc City eingesehen werden konnte. Das 17. und das 84. Regiment benötigten zwei Tage intensiver Kämpfe gegen die japanischen Einheiten, um die starken Stellungen räumen zu können und eine Beschleunigung des weiteren Vormarsches zu ermöglichen. Am 12. Dezember waren die Führungsbataillone unter General Arnold auf weniger als 16 km südlich an Ormoc City herangerückt.

### Der Fall von Ormoc
Während General Arnold sich Ormoc näherte, starteten die Japaner mit ihrer 16. und 26. Division einen Überraschungsangriff auf das Flugfeld von Burauen in der zentralen Bergregion von Leyte, der vom 3. und 4. japanischen Luftlanderegiment aus Luzon unterstützt wurde. Das Unternehmen der Infanterie wurde Operation Wa (ワ号作戦, Wa-gō sakusen) genannt, während die Aktion der Fallschirmjäger Operation Te (テ号作戦, Te-gō sakusen) hieß (siehe Operation Te und Operation Wa). In der Abenddämmerung des 6. Dezembers landeten etwa 500 japanische Fallschirmjäger überwiegend in der Nähe des Flugplatzes von San Pablo. Trotz schlechter Koordinierung gelang den Angreifern die Übernahme einiger aufgegebener Waffen, die sie in den folgenden vier Tagen gegen die Amerikaner einsetzten. Hastig zusammengezogene Gruppen von Unterstützungs- und Versorgungstruppen der 7. Division hielten die Japaner bis zum Eintreffen der als Verstärkung gesandten 11. Luftlandedivision und der 38. Infanteriedivision in Schach. Die nunmehr konzentrierten Kräfte reichten aus, um die japanischen Fallschirmjäger bis in die Dämmerung des 11. Dezember einzugrenzen und deren Gegenwehr niederzuschlagen. Es gelang den Japanern durch diese Aktion eine geringe Anzahl amerikanischer Nachschublager und einige Flugzeuge am Boden zu zerstören, sowie die Fertigstellung verschiedener Aufbauprojekte zu verzögern. Der eigentliche Angriff auf das Flugfeld schlug jedoch fehl, so dass dieses Unternehmen letztlich keinerlei Einfluss auf den weiteren Verlauf des Leyte-Feldzuges hatte.

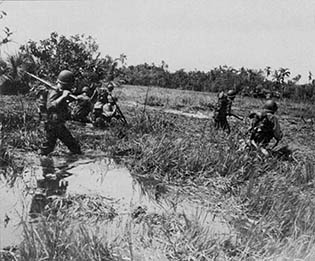
Soldaten der 1. US-Kavalleriedivision auf Leyte im Dezember 1944

In der Zwischenzeit erhielt das XXIV. Korps auf der Westseite von Leyte am 7. Dezember Verstärkung durch die 77. Infanteriedivision unter Generalmajor Andrew D. Bruce, die südlich von Ormoc City gelandet war. Das 305., 306. und 307. Infanterieregiment der 77. Infanteriedivision erreichten das Ufer, ohne auf Widerstand zu stoßen, obwohl ihre Boote Ziel von Kamikazeangriffen waren. Die Ankunft der 77. Division erwies sich als ein ausschlaggebender Faktor. Sie ermöglichte der 7. Division, nun ihren Marsch nordwärts fortzusetzen und die japanischen Verteidiger unmittelbar zwischen zwei Armeeeinheiten einzukeilen. General Suzuki befahl daraufhin seinen Kampftruppen, sich von Burauen zurückzuziehen und über die Berge zu marschieren. Hier sollten sie helfen, das Ormoc Valley zu halten. Von den ausgelaugten und unterernährten Truppen erreichten jedoch lediglich kleine Gruppen ihr Einsatzgebiet an der Westküste, ohne dort einen entscheidenden Einfluss zu erzielen.
Die 77. Division sah sich derweil bei Camp Downes, einem ehemaligen Polizeiposten, schwerem Widerstand gegenüber. Unterstützt von dem 305. und dem 902. Feldartilleriebataillon drangen die Truppen von General Bruce zu Camp Downes vor, überrannten den Posten und überschritten am 10. Dezember 1944 die Stadtgrenzen von Ormoc City. Die letzten Gefechte kosten auf japanischer Seite 1056 Soldaten das Leben, wobei sich sieben Mann ergaben, während auf der amerikanischen Seite 123 Männer getötet oder verwundet und 13 als vermisst gemeldet wurden. Mit der Einnahme von Ormoc City waren das XXIV. Korps und das X. Korps nun lediglich sechsundzwanzig Kilometer voneinander entfernt. Zwischen den beiden Kampfverbänden lag die letzte nennenswerte japanische Verteidigungsposition in einem Blockhaus nördlich von Ormoc verankert, die von dem 12. Unabhängigen Infanterieregiment gehalten wurde. Sie widerstand den Amerikanern zwei Tage lang. Am 14. Dezember rückte das 305. Infanterieregiment an die Bastion heran, wobei sie von schwerem Artilleriefeuer unterstützt wurde. Durch den Einsatz von Flammenwerfern und gepanzerten Bulldozern gelang es der E-Kompanie des 2. Bataillons, 305. Infanterieregiment, unter der Führung von Hauptmann Robert B. Nett, der dafür die Medal of Honor erhielt, schließlich, durch das intensive gegnerische Feuer vorzustoßen und das Gebiet um das Blockhaus zu räumen.

### Marsch zur westlichen Küste
Nach dem Ausbruch aus Ormoc nahm die 77. Division am 18. Dezember das elf Kilometer nördlich liegende Flugfeld von Valencia ein und rückte anschließend weiter Richtung Norden, um dort Kontakt mit dem X. Korps zu erreichen. Am selben Tag befahl General Sibert der 1. Kavalleriedivision, ihren Marsch nach Süden fortzusetzen. Das 12. Kavallerieregiment drang aus den Bergen heraus auf einer südwestlich gerichteten Linie zum Highway 2 vor, unterstützt vom Feuer des 271. Feldartilleriebataillons, um die Straße auf einer Länge von 5 km freizukämpfen. Nördlich des Ormoc Valleys traf die 32. Division entlang des Highways 2 auf ständige und anhaltende Gegenwehr der 1. japanischen Division. Nachdem man südwärts ausgewichen und Kilay Ridge passiert hatte, begaben sich die Truppen in einen ausgedehnten Regenwald, der die Sichtweite einschränkte und so der Tarnung der Stellungen der japanischen Einheiten zugutekam. Unter Verwendung von Flammenwerfern, Handgranaten und Gewehren mit aufgesetzten Bajonetten schoben sich die Truppen kontinuierlich vorwärts, wobei der tägliche Fortschritt in Metern zu messen war. Nach fünf Tagen harter Kämpfe war das 126. und das 127. Infanterieregiment weniger als 1,6 km vorangekommen. Kontakte zwischen Patrouillen des 12. Kavallerieregiments und des 306. Infanterieregiments der 77. Division am 21. Dezember markierten nun jedoch die Annäherung von X. und XXIV. amerikanischen Korps und den bevorstehenden erfolgreichen Abschluss des Zangenmanövers, das die 6. Armee im Kampf um das Ormoc Valley durchgeführt hatte.

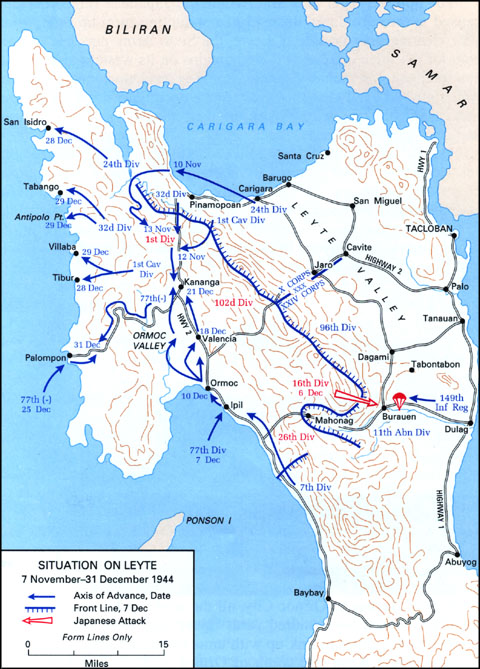
Situation auf Leyte, 7. November bis 31. Dezember 1944

Während die 77. und die 32. Division im Valley zusammentrafen, hatte sich Generalmajor Joseph M. Swings 11. Luftlandedivision vom Osten in das Zentralgebirge hinein bewegt. Mit Sperrpositionen, die zwischen dem 22. November und dem 24. November südlich des Leyte Valleys aufgebaut wurden, drang das 511. Fallschirm-Infanterieregiment am 25. November weiter westlich tiefer in die Berge hinein. Nach einem beschwerlichen Vorstoß erreichte das 511. Regiment am 6. Dezember die Ortschaft Mahonag, 16 km westlich von Burauen. Am gleichen Tag landeten japanische Fallschirmtruppen bei den Flugfeldern von Bari und San Pablo. Am 16. Dezember rückte das 2. Bataillon der 32. Infanteriedivision langsam, aber stetig von der Bucht von Ormoc aus in die Bergregionen vor, um sich dort mit dem 511. Fallschirmjägerregiment zu vereinigen und es auf ihrer Passage westwärts zu begleiten. Sieben Tagen danach, am 23. Dezember, trafen die Männer der 7. Division, nach einem Kampf gegen zerstreute japanische Einheiten auf einem Bergkamm und in einigen Höhlen des zerklüfteten Gebietes, auf Truppen des 2. Bataillons des 187. Luftlande-Infanterieregiments, die wiederum zuvor auf das 511. Regiments getroffen waren und nun die Inseldurchquerung vervollständigten.
General Bruce eröffnete den Vormarsch auf das nächste Ziel, den Ort Palompon, indem er am Morgen des 22. Dezembers das 2. und 3. Bataillon des 305. Infanterieregiments mit Panzerunterstützung westlich die Straße entlang vorrücken ließ. Das 302. Pionierbataillon folgte nach und begann mit der Reparatur und der Verstärkung von Brücken, um sie für die Last der Panzer, der Artillerie und der Unterstützungsfahrzeuge ausreichend zu präparieren. Angriffseinheiten drangen währenddessen energisch durch das sporadische japanische Feuer, bis sie ungefähr 13 km vor Palompon auf starke Verteidigungspositionen stießen. Um den Angriffsschwung zu erhalten, ließ General Bruce das 1. Bataillon des 305. Infanterieregiments auf Landungsboote verladen und sandte es vom Hafen von Ormoc aus nach Palompon. Unterstützt vom Feuer der Mörserboote der 2. Pionierspezialbrigade und 155-mm-Kanonen des 531. Feldartilleriebataillons, landeten die Infanteristen am 25. Dezember um 7:20 Uhr an den Ufern ihres Zielgebietes und brachten die kleine Küstenortschaft innerhalb von vier Stunden unter ihre Kontrolle.
Nachdem er Kenntnis davon erhalten hatte, dass der letzte offene Hafen der Japaner eingenommen war, erklärte General MacArthur den organisierten Widerstand auf Leyte für beendet. Am 26. Dezember 1944 übertrug er der 8. Armee die Verantwortung für die weiteren Operationen auf Leyte und Samar. Weiter nördlich rückten die US-Streitkräfte schnell gegen mehrheitlich unorganisierte und entmutigte gegnerische Truppenverbände vor. Die Männer der 1. Kavalleriedivision erreichten am 28. Dezember die Westküste der Insel und trafen zwei Tage später auf Patrouillen der 32. Division, nachdem Einheiten der 24. Division die letzten japanischen Positionen an der nordwestlichen Ecke von Leyte geräumt hatten. Dennoch hielten die japanischen Verteidiger ihren Widerstand bis zum 31. Dezember aufrecht, und die vollständige Säuberung von versprengten Einheiten setzte sich bis zum 8. Mai 1945 fort.

## Nachwirkungen
Der Feldzug auf Leyte war die erste entscheidende Operation bei der amerikanischen Rückeroberung der Philippinen. Sie verursachte auf amerikanischer Seite Verluste von 15.584 Mann, von denen 3504 im Kampf fielen. Die australischen Truppen verzeichneten 30 Tote und 64 Verwundete, als eine japanische Kamikazemaschine während der Schlacht im Golf von Leyte den Schweren Kreuzer Australia traf.
Der Tribut, den die japanische Armee auf Leyte zollte, war dagegen weitaus höher. Unter den japanischen Kampftruppen lagen Schätzungen zufolge die Verluste, die die erfolglose Verteidigung von Leyte gekostet hatte, bei etwa 49.000 Mann. Sie verloren insgesamt vier Divisionen zuzüglich verschiedener weiterer Kampfeinheiten, während die japanische Marine 26 große Kriegsschiffe und 46 große Frachter und Handelsschiffe bei der Kampagne einbüßte. Die Schlacht verringerte die Stärke der landgestützten japanischen Luftwaffe auf den Philippinen um über 50 Prozent und zwang die Führung dazu, ihre Strategie auf weitere Kamikazeoperationen zu stützen. Auf Luzon blieb den Japanern eine Truppenstärke von 250.000 Mann, aber der Verlust von Luft- und Seeunterstützung auf Leyte schmälerte General Yamashitas Optionen und zwang ihn nun auf Luzon, der größten und wichtigsten Insel des philippinischen Archipels, zu defensiven und nahezu passiven Verteidigungsmaßnahmen und aufreibenden Zermürbungskämpfen. Bereits der Sieg über die Japaner in der Schlacht um Leyte gilt als kriegsentscheidend. Auf der anderen Seite war es den Alliierten gelungen, dem Gegner eine wichtige Bastion abzuringen, von wo aus man Japan leicht von den Ressourcen außerhalb ihres Landes abzuschneiden vermochte.